# Ernst Ruska
Pour les articles homonymes, voir Ruska.
Ernst Ruska (né Ernst August Friedrich Ruska le 25 décembre 1906 à Heidelberg, Allemagne et décédé le 25 mai 1988 à Berlin) est un physicien allemand. Il est lauréat de la moitié du prix Nobel de physique de 1986.

## Biographie
Ernst Ruska a effectué ses études à l'université technique de Munich de 1925 à 1927 avant de rejoindre l'université technique de Berlin où ses travaux l'ont mené à établir qu'un microscope utilisant des électrons, avec une longueur d'onde 100 000 fois plus courte que celle des photons (lumière), permettrait d'obtenir des images plus détaillées qu'un microscope optique, pour lequel le grandissement est limité par la longueur d'onde de la lumière. En 1931, il a construit sa première lentille électronique et en a combiné plusieurs pour réaliser le premier microscope électronique en transmission en 1933.
Ruska a par la suite travaillé à la Siemens-Reiniger-Werke AG en tant qu'ingénieur de recherche de 1937 à 1955 puis en tant que directeur de l'Institut de microscopie électronique de l'Institut Fritz-Haber de la Société Max-Planck de 1955 à 1972. Parallèlement, il a occupé un poste de professeur à l'université technique de Berlin de 1957 jusqu'à sa retraite en 1972. Il est lauréat de la moitié du prix Nobel de physique de 1986 (l'autre moitié a été remise à Gerd Binnig et à Heinrich Rohrer) « pour son travail fondamental en optique électronique, et pour la conception du premier microscope à électrons ».
Il est fils de l'universitaire et orientaliste Julius Ruska. Son épouse Irmela est morte en 2009 à 92 ans.

## Hommage
Au centre de recherche de Juliers, un institut porte son nom : le Centre de microscopie et spectroscopie électronique Ernst Ruska (ER-C).